# Dermophis costaricense
Espèce
Synonymes
- Dermophis costaricensis Taylor, 1955

Statut de conservation UICN

 DD  : Données insuffisantes
Dermophis costaricense est une espèce de gymnophiones de la famille des Dermophiidae.

## Répartition
Cette espèce est endémique du centre du Costa Rica. Elle se rencontre entre 1 000 et 1 300 m d'altitude dans les cordillères de Tilarán, de Talamanca et centrale.

## Étymologie
Son nom d'espèce, composé de costaric[a] et du suffixe latin -ense, « qui vit dans, qui habite », lui a été donné en référence au lieu de sa découverte.

## Publication originale
- Taylor, 1955 : Additions to the known herpetological fauna of Costa Rica with comments on other species. No. II. Kansas University Science Bulletin, vol. 37, no 1, p. 499-575 (texte intégral).